# Диссертационный совет
Диссертацио́нный сове́т (также диссовет, или совет по защите докторских и кандидатских диссертаций, или иногда специализированный учёный совет) — орган, создающийся при некоторых научных организациях и вузах, служащий для рассмотрения и защиты диссертаций на соискание учёной степени доктора и кандидата наук. 
Члены диссертационного совета выполняют свои обязанности на общественных началах. Занимая ту или иную научно-педагогическую должность в учреждении, они с ведома администрации, однако без дополнительного вознаграждения часть времени уделяют деятельности в диссовете. При этом их роли в диссовете: председатель, заместитель председателя, учёный секретарь диссовета, член диссовета — «должностями» не являются.
Как правило, в диссертационном совете доступно не более 3 специальностей. В состав совета по защите докторских и кандидатских диссертаций входят только доктора наук (как исключение, учёный секретарь диссовета может быть кандидатом). По каждой специальности в нём должно быть не менее 7 докторов наук, из них не менее пяти имеющих основным местом работы организацию, на базе которой создан совет. Всего в составе совета должно быть не менее 19 специалистов, более половины из них — работающие в организации.
Диссертационные советы функционируют под руководством Высшей аттестационной комиссии (ВАК).
С 2017 г. идёт процесс наделения некоторых ведущих вузов и научных учреждений РФ правом самостоятельного, без последующего взаимодействия с ВАК, утверждения диссертаций, защищённых в их диссертационных советах. На начало осени 2022 года такое право имели 25 вузов, включая МГУ и СПбГУ, а также 7 научных институтов. В октябре 2022 г. были внесены изменения в законодательство, с учётом которых право автономного присуждения учёных степеней получат примерно 100 организаций (см. официальные документы).
В 2010 году в РФ действовало 3066 диссертационных советов. После ряда реорганизаций их число существенно сократилось и на март 2018 года составляло немногим более 2000.